# Chrysophyllum januariense
Chrysophyllum januariense là một loài thực vật có hoa trong họ Hồng xiêm. Loài này được Eichler mô tả khoa học đầu tiên năm 1870.